# گریت آلن
گریت آلن (به انگلیسی: Great Alne) یک روستا و محله مدنی در بریتانیا است که در Stratford-on-Avon واقع شده‌است. گریت آلن ۵۷۰ نفر جمعیت دارد.